# Godella
Godella es un municipio y localidad española de la provincia de Valencia, en la Comunidad Valenciana. Se encuentra situado en la comarca de la Huerta Norte y tiene una población de 13 437 habitantes (INE 2024).

## Geografía
Situado en la Huerta de Valencia, al noroeste de la capital. El terreno participa de la llanura de la huerta y de las colinas calcáreas que se elevan hacia el interior, hasta alcanzar una altura superior a los 120 m en Las Colonias y Camarena, en el extremo noroeste del término. El relieve accidentado viene constituido por el último espolón del suave anticlinal calizo que separa las cuencas del río Turia y del barranco del Carraixet. La zona más elevada está por encima de los 130 m.
La parte baja de la huerta está formada por sedimentos cuaternarios. El barranco de los Frailes es el accidente de mayor importancia.
Se puede acceder a esta localidad a través de la línea 1 de Metro Valencia, en las estaciones de Burjasot-Godella y Godella.

### Campo Olivar
Campo Olivar, también denominado Campolivar, es un barrio residencial de este municipio, situado al noroeste del casco urbano de Godella junto a la carretera de Valencia a Bétera. Ocupa los terrenos pertenecientes a los barones de Campo-Olivar, en cuyo núcleo construyeron su residencia de verano. Lo ocupan gran número de chalets y fincas de recreo. En 2002 tenía 2517 habitantes.

### Localidades limítrofes
El término municipal de Godella limita con las siguientes localidades:
Bétera, Burjasot, Paterna, Rocafort y Valencia (pedanías de Masarrochos, Borbotó y Pueblo Nuevo), todas ellas de la provincia de Valencia.

## Historia

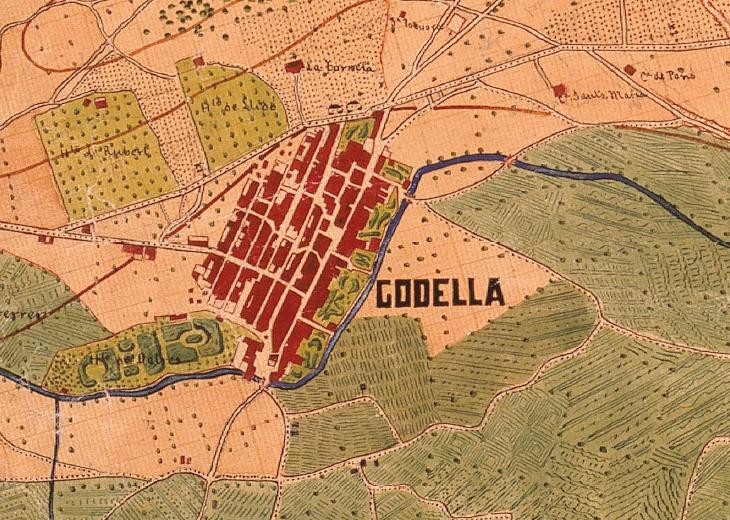
Godella en 1883

De los primeros tiempos de la Edad de los Metales (eneolítico) proceden los restos más antiguos encontrados hasta ahora en el término de Godella. Proceden de la Covatella y forman un nivel inferior, posiblemente de un enterramiento colectivo, sobre el que se encuentra otro estrato de la época romana. Los restantes vestigios arqueológicos son todos ellos de época romana.
En tiempos de la reconquista cristiana era una alquería árabe de las dos que aparecen con el nombre de Godayla en el Llibre del Repartiment. Jaime I la donó al mesnadero aragonés Pere Maça en 1238 –apellido que se representa en el escudo–, pero también dio tierras pertenecientes a dicha alquería a Sancho Pérez de Novailes, a Pascual Castellet y a Pedro Azlor. Pasó luego a propiedad de Sancho Tena, y a principios del siglo XVI, a Bartolomé Almenar. Pasó luego a manos de la familia Juliá Muñoz, y finalmente a los barones de Santa Bárbara.
La expulsión de los moriscos, en 1609, dejó casi sin habitantes a Godella, pero fue repoblada antes que otros lugares, dada su proximidad a la ciudad de Valencia. Aunque esto es lo que afirma la historiografía tradicional, no hay documentos escritos que lo sustenten. Antes al contrario, los documentos escritos demuestran que Godella era un lugar habitado por "cristianos viejos", sin moriscos al menos desde finales del siglo XV. Si hubo despoblación en Godella durante los inicios del siglo XVII se debió a que el señor jurisdiccional del lugar, Cristóbal Muñoz, se llevó vasallos "suyos" de Godella para repoblar los lugares de Ayódar y Fuentes en la Sierra de Espadán (consultad Qüerns de Godella n.º 1 o ARV. Real Justicia L.807, pp 591–612, por ejemplo).

## Demografía
Godella cuenta con una población de 13 437 habitantes (INE 2024).
| Gráfica de evolución demográfica de Godella entre 1842 y 2021                                                       |
| |
| Población de derecho según los censos de población del INE Población de hecho según los censos de población del INE |

La principal característica de Godella son las diversas urbanizaciones existentes en su término municipal que han hecho que se produzca una fuerte corriente de inmigración de clase media-alta desde otros municipios de la comarca. Contaba con una población de 12 993 habitantes en 2007.

### Comunicaciones
La localidad de Godella se encuentra en la comarca de Horta Nord. Tiene diferentes servicios de transportes.

#### Metro
- Artículo principal: Metrovalencia

En cuanto al metro, la línea 1 de Metrovalencia "Bétera - Castelló" da servicio a la localidad, hay 2 estaciones Godella y Burjassot-Godella

#### Autobús
La localidad cuenta con un servicio urbano, explotado por la empresa FernanBús SA (Grupo Transvia) bajo la marca comercial de Godellabus. La línea es circular, da servicio al núcleo urbano y a la zona de urbanizaciones.
El recorrido es: Ayuntamiento - Subida a la ermita - Plaza de la ermita - C/ Cervantes - Polideportivo - c/ Acadias - c/ Camarena - Residencia - c/ Montgo - J. Ugarte - Sauces - Pabellón - Acadias - Santa Bárbara - c/ Fusters - Escultor Andreu - Gasolinera - Bar Central - Mercado - Sagrado Corazón.
La frecuencia es aproximadamente 45 minutos.

## Administración y política

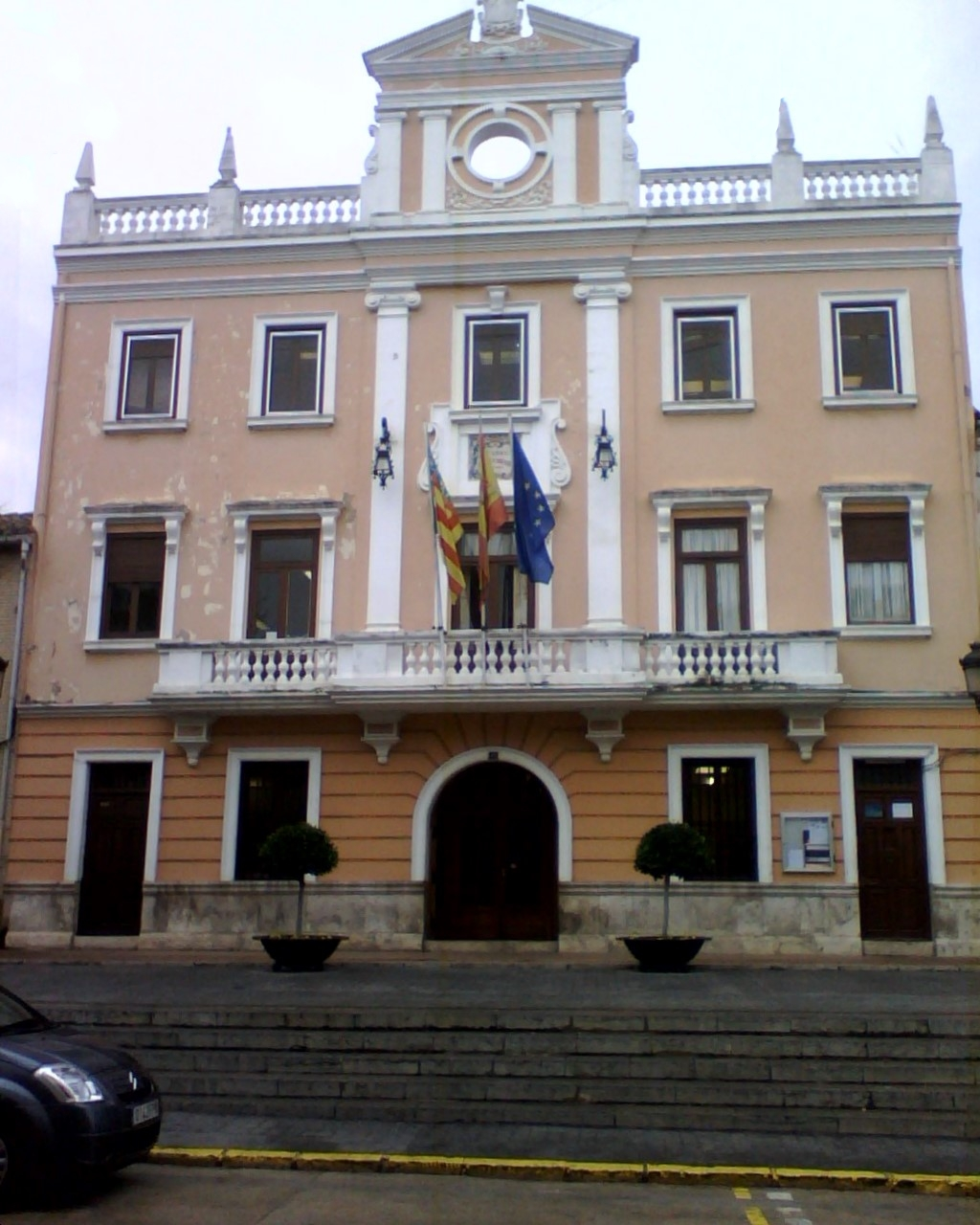
Edificio del Ayuntamiento de Godella

- Arturo Caballer, alcalde durante la Segunda República.

| Periodo   | Nombre                                                                               | Partido                  |
| --------- | ------------------------------------------------------------------------------------ | ------------------------ |
| 1979-1983 | Eugenio Catalá Barrachina                                                            | CIDI                     |
| 1983-1987 | Eugenio Catalá Barrachina                                                            | CIDI                     |
| 1987-1991 | Eugenio Catalá Barrachina                                                            | PSPV-PSOE                |
| 1991-1995 | Enrique Bargues                                                                      | PSPV-PSOE                |
| 1995-1999 | M José Serra Alonso                                                                  | PP                       |
| 1999-2003 | Enrique Bargues                                                                      | PSPV-PSOE                |
| 2003-2007 | Rosa Roca Castelló                                                                   | PP                       |
| 2007-2011 | Salvador Soler                                                                       | PSPV-PSOE                |
| 2011-2015 | Salvador Soler (2011-2013) Josep Manel San Félix (2013-2014) Eva Sanchis (2014-2015) | PSPV-PSOE EUPV Compromís |
| 2015-2019 | Eva Sanchis                                                                          | Compromís                |
| 2019-2023 | Eva Sanchis (2019-2021) Teresa Bueso (2021-2023)                                     | Compromís PSPV-PSOE      |
| 2023-act. | José María Musoles Granada                                                           | PP                       |

## Accesos

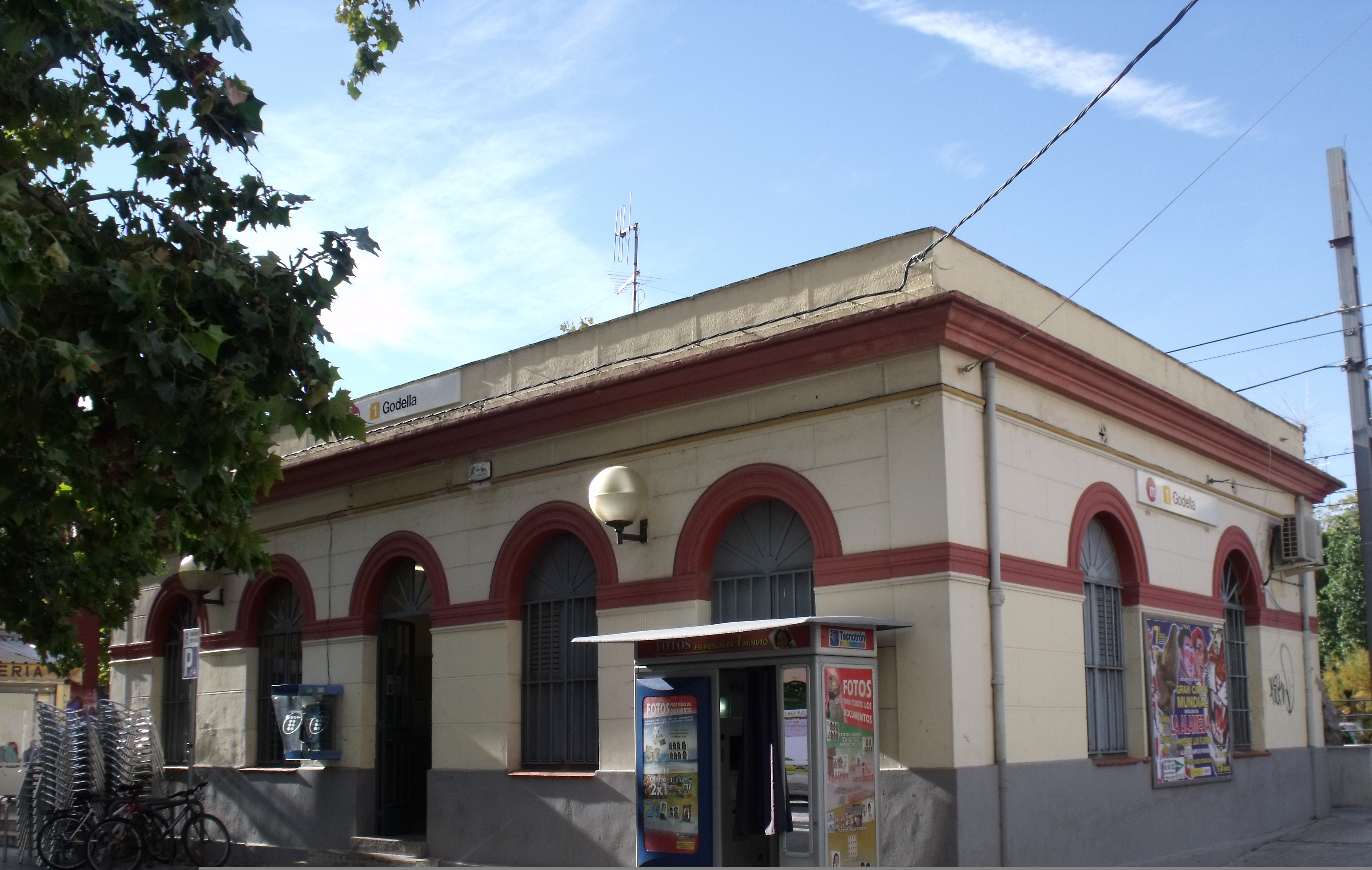
Estación de Godella.

El acceso en coche desde la ciudad de Valencia es a través de la carretera CV-3102. También cuenta con estación de ferrocarril (Línea 1 de Metro) de Metro Valencia. Comunica directamente con Burjasot, Bétera, Paterna y Rocafort, y tiene accesos desde la A-7 (Autovía del Mediterráneo) y la CV-35 (Autovía del Turia).

## Patrimonio

### Arquitectura religiosa
- Iglesia parroquial de San Bartolomé Apóstol: de estilo renacentista, con una sola nave y crucero. Fue inaugurado en 1754. En 1954 se le incorporó, como capilla de la comunión, la primitiva iglesia de estilo ojival, con arcos de piedra y artesonado mudéjar, del siglo XIV, de gran riqueza ornamental. En su interior se encuentra una escultura del Cristo de la Paz, obra de Ignacio Pinazo Martínez.
- Iglesia parroquial del Salvador: edificada en 1730 sobre los restos de un antiguo ermitorio, y en sus alrededores se extiende el Vía Crucis, con sus casalicios, jardines y escalinatas.

### Arquitectura civil

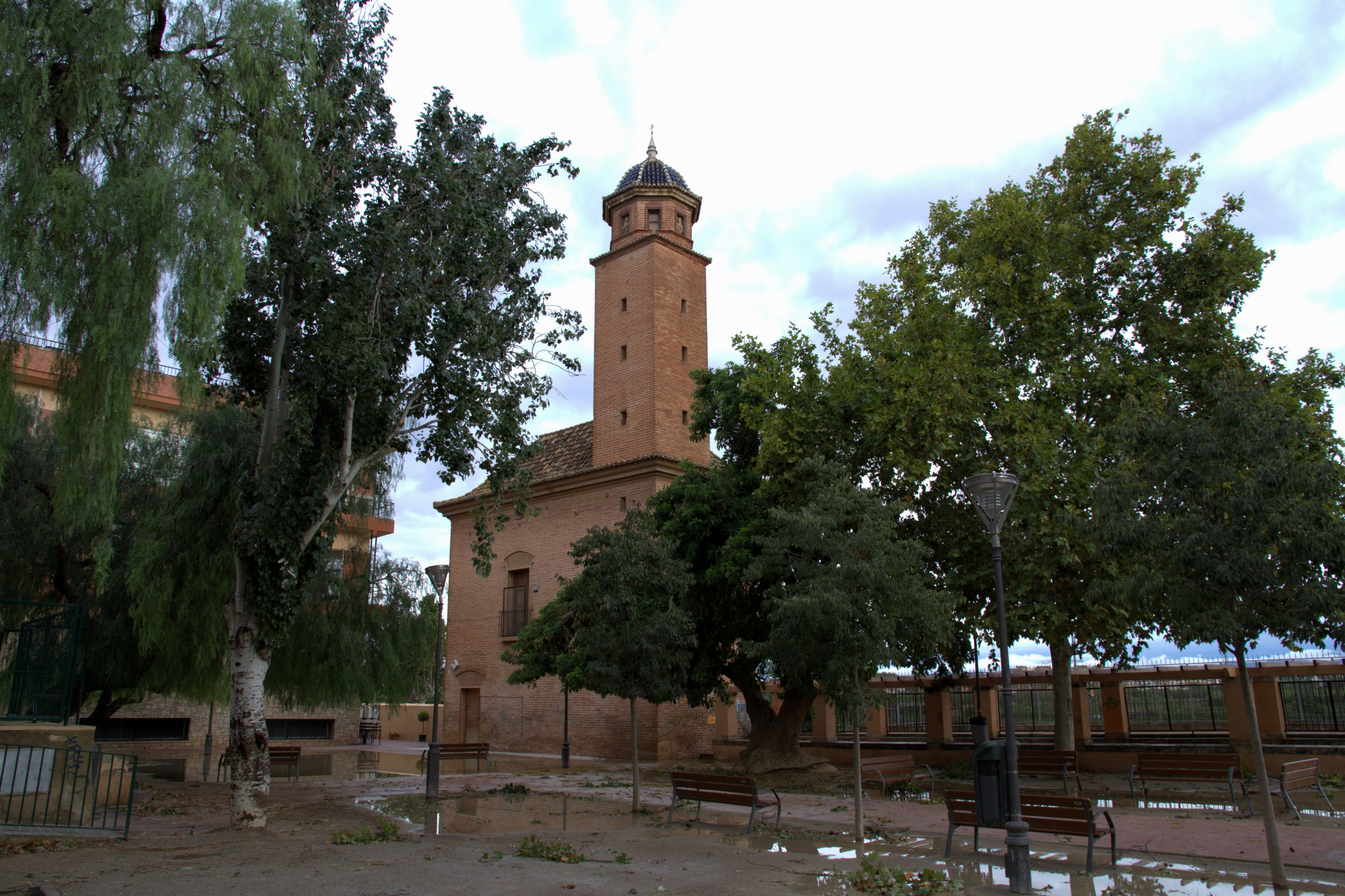
Casa-palacio de Serdañola

- Casa-palacio de Serdañola: se conserva una esbelta torreta del siglo XVIII, adquirida por el ayuntamiento, que está inscrita como bien de interés cultural.
- Castillo-Masía de San Fernando: ubicado en Campolivar, lo mandó construir en 1864 Fernando Musoles y Arramendía, Barón de Campo-Olivar y Barón de Mislata y La Morería. Construido con aparejo de piedra encintada, con puerta de medio punto y ventana a los lados, entre dos torreones. Es la residencia de verano de los barones de Campo-Olivar.
- Casa-estudio del pintor Pinazo Camarlench: hoy convertida en museo, también destaca un monumento erigido al mismo pintor en 1921, y otro al tenor y pintor Lamberto Alonso, de 1930.

## Cultura
Entre las organizaciones culturales de la localidad se encuentran Sociedad Casino Musical de Godella, Cor Sant Bertomeu, Cor de la Vil·la, Cor Lambert Alonso y Cor del Casino Musical.
La localidad celebra sus fiestas mayores en honor a San Bartolomé el 24 de agosto. También festeja a su patrón San Sebastián, patrona la Virgen de los Dolores obra de Ignacio Pinazo donde el artista tomo como modelo a su hija, San Antonio de Padua, Virgen de los Desamparados, El Salvador, Virgen del Rosario y a la Virgen de la Asunción. Durante estas fiestas, y desde el año 1977 se llevan a cabo también las fiestas de moros y cristianos. En la semana posterior a las fiestas mayores se celebra la fiesta del Cristo de La Paz, Obra de Ignacio Pinazo Martínez.
Durante la Semana Santa en la procesión del Santo Entierro del Viernes Santo junto a las imágenes de la Virgen de los Dolores y el Cristo de la Paz también sale la Cofradía del Santo Sepulcro con un arcón dorado y dentro una imagen de Cristo yacente obra de Carmelo Vicent. La particularidad de la procesión es ver juntas las dos imágenes de Ignacio Pinazo Martínez. También se recuperó hace unos años las tradicionales fiestas de Bous al Carrer o toros en la calle, que se celebran en agosto.

## Medios de comunicación
- Radio municipal: Radio Godella 98.0 Fm.

## Hermanamientos
- Noisy-le-Roi (Francia), desde el 17 de junio de 2006
- Bailly (Francia), desde el 21 de junio de 2009
- Lanuvio (Italia), desde el año 2019